# Призрачный гонщик (фильм)
«При́зрачный го́нщик» (англ. Ghost Rider) — американский супергеройский фильм 2007 года, основанный на истории об одноимённом персонаже из вселенной Marvel Comics с Николасом Кейджем в главной роли. В фильме также снялись Ева Мендес, Уэс Бентли, Сэм Эллиотт, Питер Фонда и Донал Лог. Фильм был негативно встречен кинокритиками, но получил успех в прокате.
Спустя пять лет, 17 февраля 2012 года, вышло продолжение фильма, где Николас Кейдж повторил свою роль.
Слоган фильма — «Когда-то он заключил сделку во имя любви».

## Сюжет
Во времена американского Дикого Запада Мефистофель послал проклятого охотника за головами, Призрачного всадника, забрать договор на тысячу злобных человеческих душ из городка Сан-Венганза. Но мощь этого договора оказалась столь велика, что Всадник понял — нельзя допустить, чтобы дьявол завладел им, он отказался отдать ему договор и скрылся, унося его с собой.
Через 150 лет мотоциклист-каскадёр Джонни Блэйз узнаёт, что его отец, Бартон Блэйз, умирает от рака лёгких. К нему приходит Мефистофель с обещанием исцелить отца взамен на душу Джонни. Джонни подписывает договор кровью. На утро рака отца как не бывало, но сам отец погибает в неудавшемся трюке. Джонни обвиняет Мефистофеля в смерти Бартона, но Мефистофель сообщает, что свою часть сделки он выполнил, Блэйз-старший был исцелён, так что душа Джонни теперь его. Джонни покидает свою подругу Роксанну Симпсон.
Через долгие годы Джонни стал известным каскадёром из-за своих динамичных трюков и загадочной способности выживать после ужасных падений с мотоцикла. Перед очередным трюком он встречает Роксанну, теперь уже журналистку, и они возобновляют дружбу.
Блэкхарт, сын Мефистофеля, приходит на Землю в поисках договора Сан-Венганзы, чтобы совершить переворот против отца и захватить власть над миром. Он взывает к помощи трёх падших ангелов: Валло, Грессиль и Абигор. Блэкхарт начинает поиски, убивая всех людей на своём пути.
Мефистофель появляется перед Джонни, заставляя его стать Призрачным гонщиком, обещая освободить его от контракта, если он сможет убить Блэкхарта и троих помощников. Блэкхарт и ангелы направляются на старую железнодорожную станцию, где ранее было кладбище. Мотоцикл Джонни ведёт его прямо к ним. Его заколдованный «чоппер» прибывает на станцию, где Джонни превращается в Призрачного гонщика. Начинается схватка, в которой Джонни находит себе оружие — тяжёлую длинную цепь. Он убивает Грессиля, но остальные успевают ускользнуть. Возвращаясь в город, он слышит, как грабят женщину. Он спасает её, используя «Наказующий взор» (самое сильное оружие Призрачных гонщиков), заставляя грабителя вспомнить всё плохое, что тот сделал за всю свою жизнь, и испепеляя его грешную душу, запятнанную кровью невинных людей. Преступник остался в живых, но его участь оказалась намного хуже смерти.
На следующий день Джонни просыпается на кладбище, где встречается со Смотрителем, который знает всё о Призрачных гонщиках. Прибыв домой, Джонни видит там Роксанну и раскрывает, что он работает на дьявола. Роксанна, не поверив ему, уходит. Появляется полиция и арестовывает Джонни за разрушения на пути его мотоцикла и за погибших от руки Блэкхарта. Его сажают в камеру предварительного заключения, где его узнают преступники и начинают избивать. Он превращается в Гонщика и избивает всех, кроме одного юноши, которого он видит невиновным. Той же ночью, после того, как Призрачный гонщик побеждает Абигора, его видит Роксанна и наконец верит тому, что рассказал Джонни. Наблюдая за ними, Блэкхарт понимает, что нашёл слабость Джонни.
Джонни возвращается к Смотрителю, который рассказывает ему о предшественнике Джонни, техасском рейнджере Картере Слэйде. По легенде, Слэйд был человеком чести, но однажды пожадничал и угодил в тюрьму. Его приговорили к смерти и должны были повесить, но появился Мефистофель и пообещал ему свободу — Слэйд подписал договор и стал Призрачным всадником. Смотритель предупреждает, чтобы Джонни держался подальше от любимых и друзей, чтобы Блэкхарт не мог их использовать против него. Роксанна приходит в квартиру Джонни, где она обнаруживает Мэга и говорит, что любит Джонни. Мэг рассказывает, что Джонни постоянно читает демонические книги, одну из которых Роксанна начинает читать.
Блэкхарт находит её и убивает Мэга, а Роксанну оглушает. Когда Джонни возвращается домой, на него нападает Блэкхарт. Превратившись в Гонщика, Джонни пытается использовать «Наказующий взор» на демоне, но у того нет души. Блэкхарт угрожает убить Роксанну, если он не принесёт ему договор Сан-Венганзы. Джонни возвращается к Смотрителю, который нехотя отдаёт договор.
Джонни убеждает, что у него есть план, тогда Смотритель раскрывает, что он и есть Картер Слэйд, всё ещё живой из-за силы Призрачного всадника, и предлагает показать путь в Сан-Венганзу. Они вместе едут по пустыне: Слэйд — на огненной призрачной лошади, а Джонни — на огненном мотоцикле. Подъехав к городу, Слэйд отдаёт Джонни свой дробовик и исчезает.
Убив падшего ангела Валло в болоте, Джонни отдаёт договор Блэкхарту, но сам становится Гонщиком, надеясь победить врага. Блэкхарт отбивает атаку и вбирает в себя все 1000 душ городка, называя себя Легионом. Продолжается битва, в которой Роксанна хватает дробовик и разряжает его в Блэкхарта. Затем она бросает пустое оружие Джонни, который, держа его в тени — источнике силы всех Призрачных гонщиков — изменяет форму оружия и усиливает его боевой потенциал. Мощный залп Адского Пламени уничтожает Блэкхарта, но чёрные души Сан-Венганзы быстро восстанавливают демона. Джонни использует «Наказующий взор», чтобы сжечь Блэкхарта, ведь у него теперь 1000 злобных человеческих душ. Отбросив тело Блэкхарта, Призрачный гонщик превращается в человека, пока внешне оставаясь Гонщиком. Изначально он стыдится своей чудовищной внешности, но Роксанна убеждает его, что не боится.
Появляется Мефистофель и отдаёт Джонни обратно его душу, предлагая забрать проклятие Гонщика. Решив не заключать очередную сделку, Джонни отказывается, утверждая, что будет использовать свою силу для борьбы со злом и нарекает себя «Духом Мщения», выжигающим огнём огонь. Понимая, что его обманули как в прошлый раз, Мефистофель клянётся, что Джонни за это заплатит, на что тот отвечает своей фразой — «Нельзя жить в страхе». Мефистофель исчезает вместе с телом сына и возвращается в Ад. Позже Роксана рассказывает Джонни, что он получил второй шанс, после чего они сливаются в поцелуе любви. Затем Джонни уезжает на своём мотоцикле, возобновляя свою новую роль Призрачного гонщика.
Фильм завершается словами Картера Слэйда: «Говорят, Запад стоит на легендах. А легенды дают представление о чём-то большем, чем мы сами. О Силах, намечающих Линию Жизни, о событиях, не поддающихся объяснению. О тех, кому случается воспарить до Небес или пасть на Землю. Вот так рождаются Легенды!».

## В ролях
| Актёр              | Роль                                                    |
| ------------------ | ------------------------------------------------------- |
| Николас Кейдж      | Джонни Блэйз / Призрачный гонщик                        |
| Ева Мендес         | Роксанна Симпсон                                        |
| Уэс Бентли         | Блэкхарт                                                |
| Сэм Эллиотт        | Картер Слэйд / Призрачный всадник (смотритель кладбища) |
| Донал Лог          | Мак Глисон                                              |
| Мэтт Лонг          | молодой Джонни Блэйз                                    |
| Питер Фонда        | Мефистофель                                             |
| Бретт Каллен       | Бартон Блэйз                                            |
| Ракель Алесси      | молодая Роксанна Симпсон                                |
| Дэниел Фредериксен | Валло (водный демон)                                    |
| Мэттью Уилкинсон   | Абигор (ветряной демон)                                 |
| Лоренс Брюлс       | Грессиль (земляной демон)                               |

## Производство

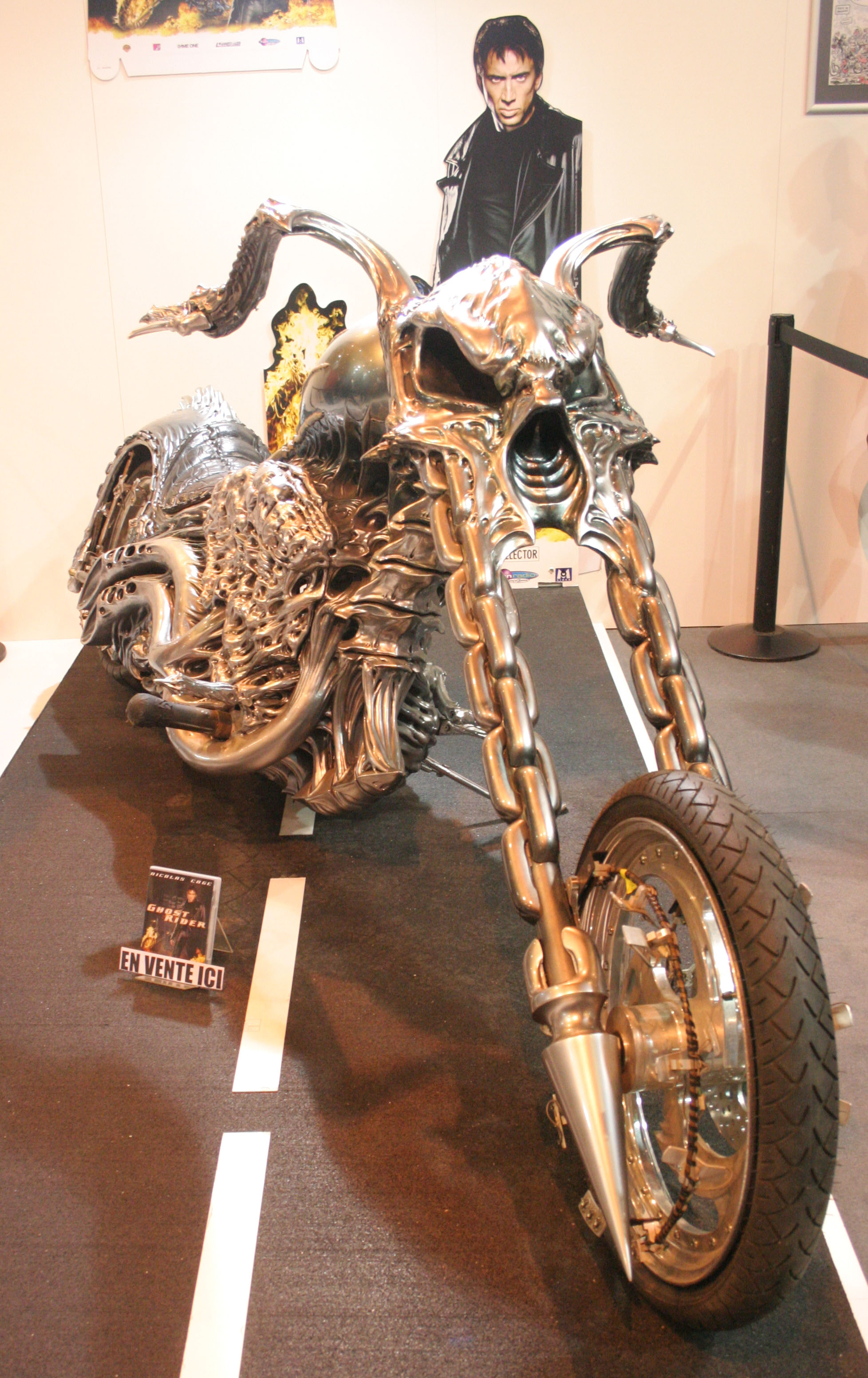
Мотоцикл Призрачного гонщика в его сверхъестественной форме

В мае 2000 года на Каннском кинофестивале Marvel Comics объявила о соглашении с Crystal Sky Entertainment снять фильм о Призрачном гонщике с актёром Джоном Войтом в качестве продюсера. Производство планировалось начать в начале 2001 года с бюджетом в $75 млн, а роль Джонни Блэйза планировали отдать Джонни Деппу, заинтересованному в проекте.
В июле 2000 года Stax из IGN рассмотрели первоначальный сценарий Призрачного гонщика, написанный Дэвидом Гойером. Версия сценария находится в Луизиане. Stax сценарий показался довольно запутанным и они предложили Гойеру переписать его и развить персонажей.
Перед августом Dimension Films подобно Crystal Sky Entertainment занялись финансировать фильм, сценарий которого напишет Дэвид Гойер, а в роли режиссёра выступит Стивен Норрингтон. В июне 2001 года Николас Кейдж вступил в переговоры для получения главной роли в фильме, а в июле переговоры завершились. По словам продюсера Стивена Пола, Кейдж узнал о возможности Деппа сыграть эту роль и связался с режиссёром, чтобы выразить интерес исполнить главную роль, так как он является фанатом Призрачного гонщика.
В августе следующего года Норрингтон отказался снимать фильм в связи с конфликтом планирования и остался снимать другой фильм с Дженнифер Лопес в главной роли. Кейдж, в конечном итоге, покинул проект. К маю 2002 Columbia Pictures стремились заполучить права на фильм Призрачный гонщик, после успеха Человек-паука. В апреле 2003 Марк Стивен Джонсон занял кресло режиссёра. Николас Кейдж также вернулся в проект. Сценарий был составлен Шейном Салерно, который Джонсон переписал и начал производство фильма в конце 2003 или начале 2004 года. Съёмки были задержаны, поскольку Николас Кейдж взял перерыв, чтобы сняться в Синоптике. Съёмки были перенесены на май или июнь 2004 года.
Съёмки Призрачного гонщика вновь были перенесены на конец 2004 года, но из-за отсутствия конкретного сценария производство вновь было отложено. В январе 2005 года актёр Уэс Бентли подписал контракт на роль злодея Блэкхарта. На роль также пробовался Колин Фаррелл, который работал с режиссёром на съёмках Сорвиголовы, другого фильма о супергероях. Актриса Ева Мендес была выбрана на роль Роксаны Симпсон, романтического интереса героя Кейджа. Съёмки начались 14 февраля 2005 года в Австралии, на киностудии Melbourne Docklands. В марте 2005 года Питер Фонда (известный по главной роли в фильме Беспечный ездок) получил роль главного злодея фильма — Мефистофеля. Первоначально Джонсон планировал снимать аудиторию на Докландском стадионе но в итоге решил создать её при помощи компьютерной графики. Место съёмок сцены на мотоцикле режиссёр выбрал Мельбурн. К июню 2005 года основные съёмки фильма были завершены, а фильм планировалось выпустить летом 2006 года. В апреле 2006 года актёры и съёмочная группа в последнюю минуту начали пересъёмки в Ванкувере. Призрачный гонщик должен был выйти в прокат в августе 2006 года, но дату выхода перенесли на три недели раньше, на 14 июля 2006 года. Sony вновь изменили дату выхода фильма на 16 февраля 2007 года.

## Музыка
В декабре 2005 года композитор Кристофер Янг занялся музыкой к фильму. Помимо этого, Spiderbait, с которыми режиссёр подружился во время съёмок в Австралии, написали музыку к титрам фильма.

## Сиквел
В ноябре 2010 года начались съёмки сиквела под названием Призрачный гонщик 2. Фильм был выпущен 17 февраля 2012 года. Николас Кейдж повторил роль Джонни Блэйза и его альтер эго Призрачного гонщика. Режиссёрами стали Марк Невелдайн и Брайан Тейлор, известные по фильму Адреналин.

## Реакция

### Кассовые сборы
Фильм «Призрачный гонщик» вышел в прокат в США 16 февраля 2007 года. В день премьеры фильм собрал $15 420 123, а в премьерные выходные — $45 388 836. За четырёхдневные выходные, посвящённые Дню Президента, фильм заработал $52 022 908, при средней кассе $14 374 в 3619 кинотеатрах. Общие сборы фильма составили $228 738 393 по всему миру, из которых $115 802 596 пришлись на США и Канаду, а $112 935 797 — на другие страны.

### Реакция критиков
На сайте Rotten Tomatoes фильм имеет рейтинг 26 %, основанный на 137 рецензиях со средним баллом 4,2/10. Консенсус критиков сайта гласит: «Призрачный гонщик — это кислая смесь угрюмой, мрачной гистрионики на фоне шутливых каламбуров и хамского диалога». На сайте Metacritic рейтинг фильма 35/100, основанный на 20 рецензиях.
Майкл Ордонья из Los Angeles Times и Жаннет Катсулис из New York Times выразили разочарование фильмом. Ордонья сказал, что «для комикса с бунтарским духом экранизация кажется покорно традиционной», а Катсулис сказала, что Джонни Блэйз «скорее смешной, чем пугающий». Эрик Альт из Chicago Tribune похвалил компьютерные эффекты фильма, но раскритиковал его, назвав «неуклюжим, безжизненным выступлением».
IGN поставил фильм на 7-е место в списке 10 худших фильмов по комиксам десятилетия.

### Награды
Фильм был номинирован на одну премию «Золотая малина» для Николаса Кейджа и на премию «Золотая малина» за худшую мужскую роль. Однако фильм был номинирован на премию Сатурн как лучший фильм ужасов.